# Creation Engine
Creation Engine è un motore grafico per videogiochi realizzato dalla Bethesda Game Studios e pubblicato nel 2011 per sostituire Gamebryo.
Fino ad ora, Creation Engine è stato usato solo per videogiochi di ruolo d'azione come The Elder Scrolls V: Skyrim ed alcuni capitoli della serie Fallout (più precisamente Fallout 4 e Fallout 76)

## Sviluppo
Creation Engine è un motore interno creato da Bethesda Softworks (XnGine è stato il precedente motore interno di Bethesda).
Dopo aver utilizzato Gamebryo per creare The Elder Scrolls III: Morrowind, The Elder Scrolls IV: Oblivion e Fallout 3, Bethesda ha deciso che la grafica di Gamebryo stava diventando troppo obsoleta e ha iniziato a lavorare su Creation Engine in vista del loro prossimo gioco, The Elder Scrolls V: Skyrim, partendo da un fork del codice sorgente di Gamebryo.
Dopo il completamento di Skyrim, Bethesda ha deciso di migliorare il nucleo grafico di Creation Engine implementando un renderizzatore differito basato sulla fisica per consentire un'illuminazione più dinamica e dipingere le superfici degli oggetti con materiali realistici. Bethesda ha quindi lavorato con Nvidia per implementare l'illuminazione volumetrica attraverso una tecnica che utilizza la tassellatura hardware.
Poco prima dell'uscita di Fallout 4, mentre Bethesda iniziava lo sviluppo di Starfield e contenuti scaricabili per Fallout 4, l'attuale Bethesda Game Studios Austin (all'epoca BattleCry Studios) aveva il compito di modificare il motore di creazione per supportare i contenuti multiplayer in preparazione per lo sviluppo di Fallout 76. In collaborazione con id Software (una consociata ZeniMax Media proprio come Bethesda), BattleCry ha tentato di integrare il netcode Quake di id nel motore di Fallout 4. Questa è stata considerata una sfida dagli esperti del settore dei giochi online. Il problema principale che gli sviluppatori dovevano affrontare era che componenti del motore (risalenti a Gamebryo ed utilizzati in The Elder Scrolls III: Morrowind) come le missioni o il caricamento del mondo erano progettati secondo i requisiti di un gioco singleplayer, fatto che andava a creare problemi nel momento in cui queste funzioni dovevano essere condivise in multiplayer.

## Funzionalità
- Havok Behavior, un software di animazione che consente agli sviluppatori di creare animazioni con pochi click è stato integrato con Creation Engine per migliorare i personaggi dei giochi Bethesda.[3]
- Una versione potenziata di Radiant AI permette ai personaggi non giocabili (NPC) di assumere comportamenti estremamente realistici agli occhi del giocatore. È infatti possibile osservare questi personaggi mentre mangiano, lavorano o dormono. Questo sistema permette inoltre agli NPC di comportarsi diversamente in base alle interazioni del giocatore.[3]
- Radiant Story, incluso in Radiant AI, consente agli NPC di generare dinamicamente nuove missioni in luoghi inesplorati[3]

## Creation Kit
Creation Kit è uno strumento di modding per i giochi sviluppati con Creation Engine realizzato da Bethesda Game Studios per la comunità di modding della serie The Elder Scrolls.
Lo strumento può essere utilizzato per creare mondi, razze, PNG, armi, aggiornare trame e correggere bug.
Le mod create usando questo strumento sono ospitate su Steam Workshop, Nexus Mods, Bethesda.net e vari altri siti.
Un kit di creazione compatibile con Fallout 4 è stato rilasciato nell'aprile 2016.